# ویلیام هنری کر
ویلیام هنری کر (انگلیسی: William Kerr, 4th Marquess of Lothian; ۱ ژانویهٔ ۱۷۱۰ – ۱۲ آوریل ۱۷۷۵) نظامی و سیاستمدار اهل اسکاتلند بود. وی همچنین برندهٔ جوایزی همچون نشان گل خار شده‌است.